# Igor Shkvyrin
Igor Shkvyrin (en ruso: Игорь Анатольевич Шквырин, Igor Anatolievich Shkvyrin; Taskent, RSS de Uzbekistán; 29 de abril de 1963) es un exfutbolista y entrenador de fútbol de Uzbekistán que jugaba en la posición de delantero.

## Carrera

### Club
| Periodo   | Club                   |
| --------- | ---------------------- |
| 1980–1983 | FK Yangiyer            |
| 1983–1985 | Pakhtakor Tashkent     |
| 1986–1987 | SKA-Karpaty Lviv       |
| 1988–1989 | Dnepr Dnepropetrovsk   |
| 1989–1991 | Pakhtakor Tashkent     |
| 1992      | Spartak Vladikavkaz    |
| 1992–1993 | Hapoel Tel Aviv FC     |
| 1993–1994 | Maccabi Netanya FC     |
| 1995      | Pahang FA              |
| 1995–1996 | Bnei Yehuda            |
| 1996      | Maccabi Petah Tikva FC |
| 1996–1997 | Maccabi Herzliya FC    |
| 1997–1998 | Maccabi Jaffa FC       |
| 1998–1999 | Pakhtakor Tashkent     |
| 1999–2000 | Mohun Bagan AC         |
| 2000      | Pakhtakor Tashkent     |
| 2000–2001 | Churchill Brothers SC  |
| 2001      | Pakhtakor Tashkent     |

### Selección nacional
Debutó con Uzbekistán el 17 de junio de 1992 en el empate 2-2 ante Tayikistán, partido en el cual marcó su primer gol con la selección nacional.
Participó en 31 partidos con la selección nacional y anotó 20 goles de 1992 al 2000, ganó la medalla de oro en los Juegos Asiáticos de 1994 y participó en dos ediciones de la Copa Asiática.

### Entrenador
| Periodo   | Club               |
| --------- | ------------------ |
| 2005–2007 | Qizilqum Zarafshon |
| 2008–2016 | Olmaliq FK         |
| 2017      | Sogdiana Jizzakh   |

## Logros

### Club
Pahang FA
- Malaysia Super League: 1995

Pakhtakor Tashkent
- Uzbek League: 1998
- Uzbek Cup: 2001

Mohun Bagan AC
- Liga Nacional: 1999–2000

Churchill Brothers
- Copa Durand: 2001

### Selección nacional
- Asian Games: 1994[9]

### Individual
- Goleador de la Soviet First League: 1990 (37 goles)[10]
- Bota de Oro de la Liga Nacional India: 1999–2000 (11 goles)[5][11]
- Goleador de la Liga de fútbol de Uzbekistán: 1998 (22 goles)
- Miembro del Club 200 de Berador Abduraimov: 275 goles
- Futbolista uzbeko del año: 1994[12]
- Goleador y mejor jugador de los Juegos Asiáticos de 1994: 8 goles (7 partidos)

### Entrenador
- Entrenador uzbeko del año: 2009[13]
- Entrenador del año de la Liga de fútbol de Uzbekistán (1): marzo de 2015